# توکوهواچانا
توکوهواچانا (به اسپانیایی: Tucuhuachana) یک کوه در پرو است که در Peru, Puno Region, Carabaya Province واقع شده‌است. توکوهواچانا ۵٬۰۰۰ متر بالاتر از سطح دریا واقع شده‌است.